# Ava Max
Amanda Ava Koci (sinh ngày 16 tháng 2 năm 1994), được biết đến với tên chuyên nghiệp là Ava Max, là một nữ  ca sĩ và nhạc sĩ người Mỹ, đĩa đơn "Sweet but Psycho" của cô đứng đầu các bảng xếp hạng ở một số quốc gia. Album phòng thu đầu tay của cô đã được phát hành vào tháng 9 năm 2020.

## Thời thơ ấu
Amanda Ava Koci được sinh ra tại Milwaukee, Wisconsin để Albania người nhập cư từ Albania. Cô đã tự mô tả mình là "100% người Albania" và tuyên bố rằng cô "chắc chắn muốn trả lại cho cộng đồng Albania khi [cô] có thể."  Năm 8 tuổi, cô cùng gia đình chuyển đến Virginia. Cô đã tham gia nhiều cuộc thi ca hát trước khi vào cấp ba. Năm 14 tuổi, cô cùng mẹ chuyển đến Los Angeles, để theo đuổi sự nghiệp âm nhạc. Cô tìm thấy thành phố này là thành phố áp đảo. Một năm sau, cô trở về Virginia. Cô ấy nói rằng cô ấy rất biết ơn vì sự trở lại vì nó đã cho phép một thời thơ ấu bình thường. Năm 17 tuổi, cô chuyển về Los Angeles.

## Hoạt động

### 2013-2017: Khởi đầu
Với nghệ danh Ava, bài hát "Take Away the Pain" của cô đã được xuất bản vào tháng 5 năm 2013. Vào tháng 7 năm 2015, bộ đôi DJ và nhà sản xuất người Canada Project 46 đã phát hành phiên bản phối lại của bài hát.
Sau nhiều năm bị các nhà sản xuất thu âm từ chối các nhà sản xuất và nhạc sĩ thu âm, cô đã gặp nhà sản xuất thu âm Cirkut  tại một bữa tiệc tối ở LA, nơi cô hát bài Chúc mừng sinh nhật cho anh. Theo Max, Cirkut đã mở ra rất nhiều cánh cửa cho cô ấy. Họ bắt đầu làm việc với nhau về âm nhạc. Vào tháng 7 năm 2016, cô đã phát hành bài hát "Who But You", một trong nhiều bài hát cô đã làm việc với Cirkut, trên SoundCloud. Bài hát đã đạt được sức hút và thu hút sự chú ý của nhiều hãng thu âm khác nhau đã liên lạc với cô qua email, cuối cùng dẫn cô đến ký hợp đồng thu âm.

### 2018-nay:Heaven & Hell
Vào tháng 4 năm 2018, đĩa đơn "My Way" đã được phát hành. Cirkut tiếp tục là nhà sản xuất của cô. Nó đạt đến đỉnh 38 trên bảng xếp hạng Airplay 100 của Romania. Vào tháng 5 năm 2018, "Slippin", một sự hợp tác với Gashi, đã được phát hành dưới dạng đĩa đơn. Vào tháng 6 năm 2018, khách mời thứ hai của cô đã được xuất bản. Cô ấy đã thể hiện bài hát "Into Your Arms" của rapper người Mỹ Witt Lowry. Vào tháng 7 cùng năm, bài hát "Salt" đã xuất hiện trên SoundCloud. Vào tháng 8 năm 2018, cô phát hành lại bài hát "Not Your Barbie Girl" dưới dạng đĩa đơn quảng cáo.
Đĩa đơn thứ ba của Max " Sweet but Psycho " được phát hành vào ngày 17 tháng 8 năm 2018. Bài hát do Cirkut sản xuất đã trở thành hit đột phá của Max, đạt vị trí số một tại hơn 20 quốc gia bao gồm Thụy Điển, Phần Lan và Na Uy. Max cũng được giới thiệu trong album 7 của David Guetta, trong ca khúc "Let It Be Me".
Vào tháng 1 năm 2019, "Sweet but Psycho" đã đứng đầu bảng xếp hạng Billboard Dance Club Sóng. Vào tháng 3 năm 2019, bài hát " So Am I" đã được phát hành dưới dạng chính thức cho "Sweet but Psycho".
Các bài hát "Torn", "Salt", "Sweet but Psycho" và "So Am I" của cô sẽ được trình bày trong album phòng thu đầu tay Heaven & Hell  của cô.

## Nghệ thuật

### Ảnh hưởng
Max đã được coi là một ca sĩ nhạc pop và dance-pop. Cô lớn lên nghe các nghệ sĩ như Celine Dion, Mariah Carey và Whitney Houston. Cô cũng đã trích dẫn Madonna, Gwen Stefani, Fergie, Britney Spears, Christina Aguilera và Lady Gaga như một số ảnh hưởng của cô. Max đã được so sánh với phần sau cho âm nhạc và "trình bày phô trương" của cô.

## Danh sách đĩa nhạc
- Heaven & Hell (2020)

## Giải thưởng
| Giải thưởng             | Năm  | Đề cử              | Hạng mục | Kết quả | Ref. |
| ----------------------- | ---- | ------------------ | --- | ------- | ---- |
| Bravo Otto              | 2019 | Herself            | style="background: #99FF99; color: black; vertical-align: middle; text-align: center; " class="yes table-yes2"\|Đoạt giải                           | [ 34 ]  |      |
| BreakTudo Awards        | 2019 | Herself            | style="background: #FDD; color: black; vertical-align: middle; text-align: center; " class="no table-no2"\|Đề cử                                    | [ 35 ]  |      |
| Global Awards           | 2019 | Herself            | style="background: #FDD; color: black; vertical-align: middle; text-align: center; " class="no table-no2"\|Đề cử                                    | [ 36 ]  |      |
| GAFFA Awards (Sweden)   | 2019 | Herself            | style="background: #FDD; color: black; vertical-align: middle; text-align: center; " class="no table-no2"\|Đề cử                                    | [ 37 ]  |      |
| GAFFA Awards (Sweden)   | 2019 | "Sweet but Psycho" | style="background: #99FF99; color: black; vertical-align: middle; text-align: center; " class="yes table-yes2"\|Đoạt giải                           | [ 37 ]  |      |
| LOS40 Music Awards      | 2019 | "Sweet but Psycho" | Best International Song\| style="background: #99FF99; color: black; vertical-align: middle; text-align: center; " class="yes table-yes2"\|Đoạt giải | [ 38 ]  |      |
| LOS40 Music Awards      | 2019 | Herself            | Best International New Artist\| style="background: #FDD; color: black; vertical-align: middle; text-align: center; " class="no table-no2"\|Đề cử    | [ 38 ]  |      |
| MTV Europe Music Awards | 2019 | Herself            | Best New Act\| style="background: #FDD; color: black; vertical-align: middle; text-align: center; " class="no table-no2"\|Đề cử                     | [ 39 ]  |      |
| MTV Europe Music Awards | 2019 | Herself            | Best Push Act\| style="background: #99FF99; color: black; vertical-align: middle; text-align: center; " class="yes table-yes2"\|Đoạt giải           | [ 39 ]  |      |
| MTV Video Music Awards  | 2019 | Herself            | Best New Artist\| style="background: #FDD; color: black; vertical-align: middle; text-align: center; " class="no table-no2"\|Đề cử                  | [ 40 ]  |      |
| NRJ Music Awards        | 2019 | Herself            | style="background: #FDD; color: black; vertical-align: middle; text-align: center; " class="no table-no2"\|Đề cử                                    | [ 41 ]  |      |
| Teen Choice Awards      | 2019 | Herself            | Choice Summer Female Artist\| style="background: #FDD; color: black; vertical-align: middle; text-align: center; " class="no table-no2"\|Đề cử      | [ 42 ]  |      |
| Teen Choice Awards      | 2019 | "Sweet but Psycho" | style="background: #FDD; color: black; vertical-align: middle; text-align: center; " class="no table-no2"\|Đề cử                                    | [ 42 ]  |      |
| Spotify Awards          | 2020 | Herself            | style="background: #FDD; color: black; vertical-align: middle; text-align: center; " class="no table-no2"\|Đề cử                                    | [ 43 ]  |      |